# Футболіст (фільм)
Футболіст (рос. Футболист) — фільм Олександра Гордона 1990 року.

## Сюжет
В основу фільму покладена повість Анатолія Степанова про колишнього футболіста Олега Норова, який намагався протистояти ділкам тіньового тоталізатора за допомогою вірних друзів. По ходу дійства він був і обдурений і зраджений, але його віра в чистоту гри виглядала цілком переконливо.

## У ролях
- Валентин Гафт — Олег Норов
- Євген Лазарев — Георгій Станіславович
- Борис Хімічев — Теодор Георгієвич
- Аристарх Ліванов — Валерій Марков
- Володимир Ферапонтов — Миша
- Тетяна Лаврентьєва — Зоя
- Леван Мсхіладзе — Арсен
- Микола Лазарев — Ігор
- Віктор Дьомин — Грігорій Давидович
- Катерина Тарковська — Катя
- Лариса Даніліна — Тамара
- Борис Клюєв — Альберт
- Юрій Слободенюк — Юрій
- Станіслав Коренєв — Едуард
- Кирилл Козаков — Роберт
- Борис Бачурін — Сева
- Валерій Гатаєв — Едуард

## Знімальна група
- Сценарій: Анатолій Степанов, Олексій Степанов
- Режисер: Олександр Гордон
- Оператор: В'ячеслав Сьомін
- Композитор: Микола Сидельников
- Художник: Павло Ілишев